# Пјеве ди Лимана (Белуно)
Пјеве ди Лимана (итал. Pieve di Limana) је насеље у Италији у округу Белуно, региону Венето.
Према процени из 2011. у насељу је живело 107 становника. Насеље се налази на надморској висини од 320 м.